# Primetime-Emmy-Verleihung 2018

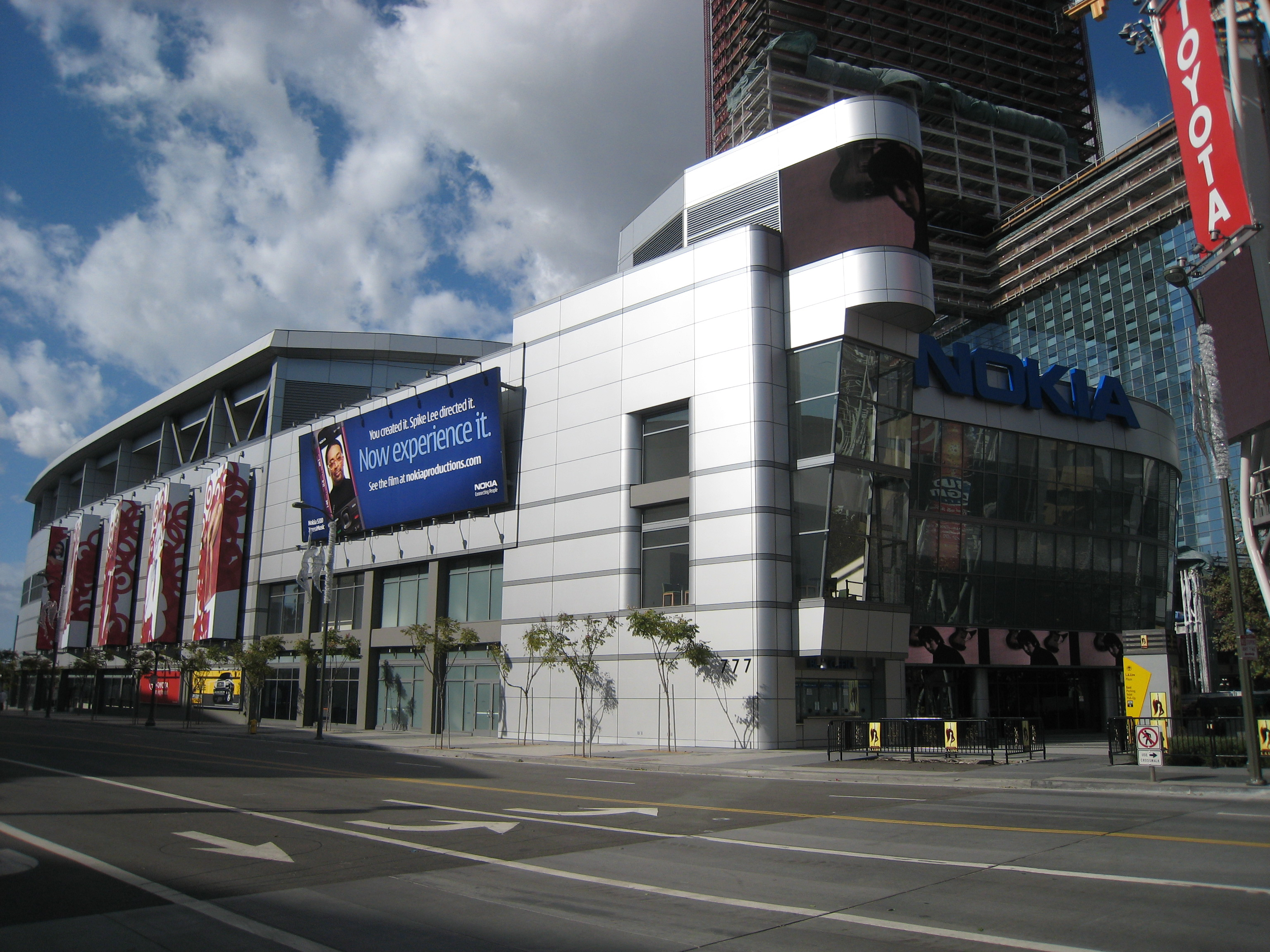
Das Microsoft Theater, Veranstaltungsort der Emmy-Verleihung 2018

Die 70. Emmy-Verleihung in der Sparte Prime Time (im Original: 70th Primetime Emmy Awards) fand am 17. September 2018 im Microsoft Theater in Los Angeles (Kalifornien) statt. Die Nominierungen waren am 12. Juli 2018 von Samira Wiley und Ryan Eggold bekanntgegeben worden. Berücksichtigt wurden dabei Programme, die im Zeitraum vom 1. Juni 2017 bis zum 31. Mai 2018 ausgestrahlt wurden. In den Vereinigten Staaten wurde die Preisverleihung vom Sender NBC ausgestrahlt. Michael Che und Colin Jost, zwei Drehbuchautoren der Comedy-Serie Saturday Night Live, moderierten die Veranstaltung.
Zuvor waren am 8. und 9. September 2018 die Creative Arts Emmy Awards vergeben worden. Sie ehren unter anderem Gastdarsteller in Fernsehserien, Animationsserien und Dokumentationen, aber auch Fernsehschaffende in technischen Kategorien, unter anderem Szenenbild, Kostüme, Kamera oder Schnitt.

## Preisträger und Nominierungen (Auswahl)
Die meisten Nominierungen erhielt The Assassination of Gianni Versace: American Crime Story, die zweite Staffel der FX-Serie American Crime Story, mit neun Nominierungen. Danach folgten Atlanta, ebenfalls von FX, und Hulus The Handmaid’s Tale mit je acht Nominierungen. Am erfolgreichsten schnitt die Amazon-Comedyserie The Marvelous Mrs. Maisel ab, die fünfmal ausgezeichnet wurde, unter anderem als beste Comedyserie. The Americans, The Crown und Game of Thrones holten jeweils zwei Auszeichnungen, The Assasination of Gianni Versace: American Crime Story gewann drei Emmys. Peter Dinklage holte für seine Darstellung in Game of Thrones seinen dritten Emmy, während die Serie zum dritten Mal nach 2011 und 2015 als beste Dramaserie ausgezeichnet wurde. Produktionen von HBO und Netflix holten insgesamt 23 Auszeichnungen, Serien von FX und Prime Video 5.
Glenn Weiss, der einen Emmy für die beste Regie einer Varieté-Sondersendung (Oscarverleihung 2018) erhielt, machte seiner Lebensgefährtin Jan Svendsen auf offener Bühne einen Heiratsantrag, was in sozialen Netzwerken, vor allem Twitter und Instagram, auf eine große Resonanz stieß.

### Sparte Comedy

#### Beste Comedyserie
The Marvelous Mrs. Maisel
- Atlanta
- Barry
- Black-ish
- Lass es, Larry! (Curb Your Enthusiasm)
- GLOW
- Silicon Valley
- Unbreakable Kimmy Schmidt

#### Bester Hauptdarsteller – Comedyserie
Bill Hader – Barry
- Anthony Anderson – Black-ish
- Ted Danson – The Good Place
- Larry David – Lass es, Larry! (Curb Your Enthusiasm)
- Donald Glover – Atlanta
- William H. Macy – Shameless

#### Beste Hauptdarstellerin – Comedyserie
Rachel Brosnahan – The Marvelous Mrs. Maisel
- Pamela Adlon – Better Things
- Allison Janney – Mom
- Issa Rae – Insecure
- Tracee Ellis Ross – Black-ish
- Lily Tomlin – Grace and Frankie

#### Bester Nebendarsteller – Comedyserie
Henry Winkler – Barry
- Louie Anderson – Baskets
- Alec Baldwin – Saturday Night Live
- Tituss Burgess – Unbreakable Kimmy Schmidt
- Brian Tyree Henry – Atlanta
- Tony Shalhoub – The Marvelous Mrs. Maisel
- Kenan Thompson – Saturday Night Live

#### Beste Nebendarstellerin – Comedyserie
Alex Borstein – The Marvelous Mrs. Maisel
- Zazie Beetz – Atlanta
- Aidy Bryant – Saturday Night Live
- Betty Gilpin – GLOW
- Leslie Jones – Saturday Night Live
- Kate McKinnon – Saturday Night Live
- Laurie Metcalf – Roseanne
- Megan Mullally – Will & Grace

#### Beste Regie bei einer Comedyserie
Amy Sherman-Palladino – The Marvelous Mrs. Maisel (Episode: Pilot)
- Mark Cendrowski – The Big Bang Theory (Episode: The Bow Tie Asymmetry)
- Donald Glover – Atlanta (Episode: FUBU)
- Bill Hader – Barry (Episode: Chapter One: Make Your Mark)
- Mike Judge – Silicon Valley (Episode: Initial Coin Offering)
- Hiro Murai – Atlanta (Episode: Teddy Perkins)
- Jesse Peretz – GLOW (Episode: Pilot)

#### Bestes Drehbuch bei einer Comedyserie
Amy Sherman-Palladino – The Marvelous Mrs. Maisel (Episode: Pilot)
- Alec Berg und Bill Hader – Barry (Episode: Chapter One: Make Your Mark)
- Alec Berg – Silicon Valley (Episode: Fifty-One Percent)
- Donald Glover – Atlanta (Episode: Alligator Man)
- Stefani Robinson – Atlanta (Episode: Barbershop)
- Liz Sarnoff – Barry (Episode: Chapter Seven: Loud, Fast and Keep Going)

### Sparte Drama

#### Beste Dramaserie
Game of Thrones
- The Americans
- The Crown
- The Handmaid’s Tale – Der Report der Magd (The Handmaid’s Tale)
- Stranger Things
- This Is Us – Das ist Leben (This Is Us)
- Westworld

#### Bester Hauptdarsteller – Dramaserie
Matthew Rhys – The Americans
- Jason Bateman – Ozark
- Sterling K. Brown – This Is Us – Das ist Leben (This Is Us)
- Ed Harris – Westworld
- Milo Ventimiglia – This Is Us – Das ist Leben (This Is Us)
- Jeffrey Wright – Westworld

#### Beste Hauptdarstellerin – Dramaserie
Claire Foy – The Crown
- Tatiana Maslany – Orphan Black
- Elisabeth Moss – The Handmaid’s Tale – Der Report der Magd (The Handmaid’s Tale)
- Sandra Oh – Killing Eve
- Keri Russell – The Americans
- Evan Rachel Wood – Westworld

#### Bester Nebendarsteller – Dramaserie
Peter Dinklage – Game of Thrones
- Nikolaj Coster-Waldau – Game of Thrones
- Joseph Fiennes – The Handmaid’s Tale – Der Report der Magd (The Handmaid’s Tale)
- David Harbour – Stranger Things
- Mandy Patinkin – Homeland
- Matt Smith – The Crown

#### Beste Nebendarstellerin – Dramaserie
Thandie Newton – Westworld
- Alexis Bledel – The Handmaid’s Tale – Der Report der Magd (The Handmaid’s Tale)
- Millie Bobby Brown – Stranger Things
- Ann Dowd – The Handmaid’s Tale – Der Report der Magd (The Handmaid’s Tale)
- Lena Headey – Game of Thrones
- Vanessa Kirby – The Crown
- Yvonne Strahovski – The Handmaid’s Tale – Der Report der Magd (The Handmaid’s Tale)

#### Beste Regie bei einer Dramaserie
Stephen Daldry – The Crown (Episode: Paterfamilias)
- Jason Bateman – Ozark (Episode: The Toll)
- Duffer-Brüder – Stranger Things (Episode: Chapter Nine: The Gate)
- Jeremy Podeswa – Game of Thrones (Episode: The Dragon and the Wolf)
- Daniel Sackheim – Ozark (Episode: Tonight We Improvise)
- Kari Skogland – The Handmaid’s Tale – Der Report der Magd (The Handmaid’s Tale) (Episode: After)
- Alan Taylor – Game of Thrones (Episode: Beyond the Wall)

#### Bestes Drehbuch bei einer Dramaserie
Joel Fields und Joe Weisberg – The Americans (Episode: START)
- David Benioff und D. B. Weiss – Game of Thrones (Episode: The Dragon and The Wolf)
- Duffer-Brüder – Stranger Things (Episode: Chapter Nine: The Gate)
- Bruce Miller – The Handmaid’s Tale – Der Report der Magd (The Handmaid’s Tale) (Episode: June)
- Peter Morgan – The Crown (Episode: Mystery Man)
- Phoebe Waller-Bridge – Killing Eve (Episode: Nice Face)

### Sparte Miniserie bzw. Fernsehfilm

#### Beste Miniserie
The Assassination of Gianni Versace: American Crime Story
- The Alienist – Die Einkreisung (The Alienist)
- Genius: Picasso
- Godless
- Patrick Melrose

#### Bester Fernsehfilm
Black Mirror: USS Callister
- Fahrenheit 451
- Flint
- Paterno
- The Tale – Die Erinnerung (The Tale)

#### Bester Hauptdarsteller – Miniserie oder Fernsehfilm
Darren Criss – The Assassination of Gianni Versace: American Crime Story
- Antonio Banderas – Genius: Picasso
- Benedict Cumberbatch – Patrick Melrose
- Jeff Daniels – The Looming Tower
- John Legend – Jesus Christ Superstar Live in Concert
- Jesse Plemons – Black Mirror: USS Callister

#### Beste Hauptdarstellerin – Miniserie oder Fernsehfilm
Regina King – Seven Seconds
- Jessica Biel – The Sinner
- Laura Dern – The Tale – Die Erinnerung (The Tale)
- Michelle Dockery – Godless
- Edie Falco – Law & Order True Crime: The Menendez Murders
- Sarah Paulson – American Horror Story: Cult

#### Bester Nebendarsteller – Miniserie oder Fernsehfilm
Jeff Daniels – Godless
- Brandon Victor Dixon – Jesus Christ Superstar Live in Concert
- John Leguizamo – Waco
- Ricky Martin – The Assassination of Gianni Versace: American Crime Story
- Édgar Ramírez – The Assassination of Gianni Versace: American Crime Story
- Michael Stuhlbarg – The Looming Tower
- Finn Wittrock – The Assassination of Gianni Versace: American Crime Story

#### Beste Nebendarstellerin – Miniserie oder Fernsehfilm
Merritt Wever – Godless
- Sara Bareilles – Jesus Christ Superstar Live in Concert
- Penélope Cruz – The Assassination of Gianni Versace: American Crime Story
- Judith Light – The Assassination of Gianni Versace: American Crime Story
- Adina Porter – American Horror Story: Cult
- Letitia Wright – Black Mirror: Black Museum

#### Beste Regie bei einer Miniserie oder einem Fernsehfilm
Ryan Murphy – The Assassination of Gianni Versace: American Crime Story (Episode: The Man Who Would Be Vogue)
- Edward Berger – Patrick Melrose
- Scott Frank – Godless
- David Leveaux und Alex Rudzinski – Jesus Christ Superstar Live in Concert
- Barry Levinson – Paterno
- David Lynch – Twin Peaks
- Craig Zisk – The Looming Tower (Episode: 9/11)

#### Bestes Drehbuch bei einer Miniserie oder einem Fernsehfilm
William Bridges und Charlie Brooker – Black Mirror: USS Callister
- Scott Frank – Godless
- Mark Frost und David Lynch – Twin Peaks
- Kevin McManus und Matthew McManus – American Vandal (Episode: Clean Up)
- David Nicholls – Patrick Melrose
- Tom Rob Smith – The Assassination of Gianni Versace: American Crime Story (Episode: House by the Lake)

### Sparte Varieté- und Reality-Sendungen

#### Beste Varietésendung
Last Week Tonight with John Oliver
- The Daily Show with Trevor Noah
- Full Frontal with Samantha Bee
- Jimmy Kimmel Live!
- The Late Late Show with James Corden
- The Late Show with Stephen Colbert

#### Beste Reality-TV-Wettbewerbssendung
RuPaul’s Drag Race
- The Amazing Race
- American Ninja Warrior
- Project Runway
- Top Chef
- The Voice

#### Bester Moderator einer Reality- oder Reality-TV-Wettbewerbssendung
RuPaul – RuPaul’s Drag Race
- W. Kamau Bell – United Shades of America
- Ellen DeGeneres – Ellen’s Game of Games
- Heidi Klum – Project Runway
- Jane Lynch – Hollywood Game Night

## Creative Arts Emmy Awards (Auswahl)
Die Creative Arts Emmy Awards wurden am 8. und 9. September 2018 von der Television Academy vergeben. Ausgezeichnet wurden hierbei klassische Produktionen, aber auch spezielle Formate und zudem weitere an den Produktionen beteiligte Personen, wie Regisseure, Kostümbildner, Kameraleute und Tontechniker. Zu den großen Gewinnern bei der Verleihung der Creative Arts Emmy Awards gehörten Game of Thrones und Saturday Night Live mit sieben Auszeichnungen, Anthony Bourdain: Parts Unknown und Jesus Christ Superstar Live in Concert mit fünf Emmys, sowie The Assassination of Gianni Versace: American Crime Story und RuPaul’s Drag Race, die viermal gewannen. Zudem erhielt der im Juni 2018 verstorbene Koch Anthony Bourdain posthum einen Emmy Award als Produzent seiner Sendung.

### Bester Gastdarsteller in einer Dramaserie
Ron Cephas Jones – This Is Us – Das ist Leben (This Is Us)
- F. Murray Abraham – Homeland
- Cameron Britton – Mindhunter
- Matthew Goode – The Crown
- Gerald McRaney – This Is Us – Das ist Leben (This Is Us)
- Jimmi Simpson – Westworld

### Beste Gastdarstellerin in einer Dramaserie
Samira Wiley – The Handmaid’s Tale – Der Report der Magd (The Handmaid’s Tale)
- Viola Davis – Scandal
- Kelly Jenrette – The Handmaid’s Tale – Der Report der Magd (The Handmaid’s Tale)
- Cherry Jones – The Handmaid’s Tale – Der Report der Magd (The Handmaid’s Tale)
- Diana Rigg – Game of Thrones
- Cicely Tyson – How to Get Away with Murder

### Bester Gastdarsteller in einer Comedyserie
Katt Williams – Atlanta
- Sterling K. Brown – Brooklyn Nine-Nine
- Bryan Cranston – Lass es, Larry! (Curb Your Enthusiasm)
- Donald Glover – Saturday Night Live
- Bill Hader – Saturday Night Live
- Lin-Manuel Miranda – Lass es, Larry! (Curb your Enthusiasm)

### Beste Gastdarstellerin in einer Comedyserie
Tiffany Haddish – Saturday Night Live
- Tina Fey – Saturday Night Live
- Jane Lynch – The Marvelous Mrs. Maisel
- Maya Rudolph – The Good Place
- Molly Shannon – Will & Grace
- Wanda Sykes – Black-ish

### Beste Kindersendung
The Magical Wand Chase: A Sesame Street Special
- Alexa und Katie (Alexa & Katie)
- Fuller House
- Eine Reihe betrüblicher Ereignisse (A Series of Unfortunate Events)
- Star Wars Rebels

### Beste Animationsserie
Rick and Morty
- Baymax – Robowabohu in Serie (Big Hero 6: The Series)
- Bob’s Burgers
- Die Simpsons (The Simpsons)
- South Park

### Beste Unterhaltungsshow
Jesus Christ Superstar Live in Concert
- Golden Globe Awards 2018
- Grammy Awards 2018
- Night of Too Many Stars: America Unites for Autism Programs
- Oscarverleihung 2018